# Plesitomoxia
Plesitomoxia is een geslacht van kevers uit de familie spartelkevers (Mordellidae).
Het geslacht is voor het eerst wetenschappelijk beschreven in 1955 door Ermisch.

## Soorten
Het geslacht omvat de volgende soorten:
- Plesitomoxia atra Ermisch, 1962
- Plesitomoxia congoana Ermisch, 1967
- Plesitomoxia sericea Franciscolo, 1965
- Plesitomoxia sudanensis Ermisch, 1968